# At the Cafe Bohemia
At the Cafe Bohemia ist der Live-Mitschnitt eines Konzerts der Jazz Messengers. Der Mitschnitt wurde am 23. November 1955 im Jazz-Club Café Bohemia im Greenwich Village von New York City aufgezeichnet. Die Aufnahmen sind im April 1956 bei Blue Note Records auf zwei separaten Schallplatten erschienen. Der Konzertmitschnitt dokumentiert die Anfänge des Hard Bop in der Urbesetzung der Jazz Messengers, bestehend aus Doug Watkins (21 Jahre), Hank Mobley (25), Horace Silver (27), Kenny Dorham (31) und Art Blakey (36).

## Hintergrund
Der etablierte Nachtklub in der 15 Barrow Street des Greenwich Village eröffnete am 30. Mai 1955 unter dem Namen Café Bohemia als Jazzklub neu. Das Café Bohemia bekam in der Jazz-Szene schnell einen guten Ruf. Als Hausband wurde das Oscar Pettiford Quintet verpflichtet, bei dem zeitweise Horace Silver als Pianist engagiert war. Im Juni spielten sie mit Cannonball Adderley, der daraufhin entdeckt wurde und anschließend mit Kenny Clarke das Album Bohemia After Dark einspielte. Am 9. September 1955 wurde vor Ort das Album Live! at Cafe Bohemia von George Wallington für Progressive Records aufgezeichnet. Am 23. November 1955 folgte Blue Note mit The Jazz Messengers at the Cafe Bohemia.
Bereits im Jahr zuvor hatten Art Blakey und Horace Silver als „Art Blakey Quintet“ für Blue Note den Live-Mitschnitt A Night at Birdland aufgenommen. Die Live-Atmosphäre wurde auch hier durch die Integration von Ansagen und Publikumsgeräuschen betont. Während die Aufnahmen mit Clifford Brown (tp) und Lou Donaldson (sax) in der Bläsersektion noch eher dem Bebop verhaftet waren, hatte sich bei At the Cafe Bohemia mit Kenny Dorham (tp) und Hank Mobley (sax) der eingängigere, „funky“ Hard Bop herausgebildet.
At the Cafe Bohemia ist nicht nur das erste Album der Jazz Messengers, sondern auch das einzige in der Urbesetzung mit Kenny Dorham. Der Trompeter verließ kurz darauf die Formation, um seine Solokarriere weiter zu verfolgen und am 31. Mai 1956 in derselben Lokalität das Album ’Round About Midnight at the Cafe Bohemia aufzunehmen. Dorhams Nachfolge auf dem Studiodebüt The Jazz Messengers für Columbia Records übernahm der Trompeter Donald Byrd.

## Musikstil
Gemäß der Philosophie des Blue-Note-Labels waren die aufgenommenen Stücke zur Hälfte Jazzstandards, wie Soft Winds (Benny Goodman), Alone Together, Like Someone in Love, I Waited for You, Just One of Those Things (Cole Porter) und Gone with the Wind. Die Jazzstandards waren ein Zugeständnis der Künstler an Blue Note, denn mit den schon bekannten Titeln konnte das Label mehr Alben verkaufen.
Die erste Platte dominieren Eigenkompositionen von Kenny Dorham, darunter Minor’s Holiday von seiner 10"-LP Afro-Cuban, die im Frühjahr 1955 in ähnlicher Besetzung eingespielt wurde. Die zweite Platte enthält drei Kompositionen von Hank Mobley, wobei Avila and Tequila mit 12:47 Minuten das längste Stück des gesamten Konzerzertmitschnitts darstellt. Mobley hatte Avila and Tequila bereits am 27. März 1955 in ähnlicher Besetzung (nur ohne Dorham) für sein Album Hank Mobley Quartet aufgenommen. Eine andere Version von Hank’s Symphony erschien im November 1956 auf dem Album The Jazz Messengers, dem ersten Studioalbum der Combo.
Charakteristisch für das Album sind die Ansagen und Publikumsreaktionen, wodurch die Liveatmosphäre des Jazzklubs authentisch wiedergegeben wird. Bekannt ist die Ankündigung des Konzertmitschnitts durch Art Blakey: „And at this time, ladies and gentlemen, for those of you who come in late, we are now having a little cookin’ session for  Blue Note, right here on the scene. We’d like you to join in with us and have a ball.“

## Titelliste
| Nr.          | Titel                                  | Autor(en)                     | Länge   |
| ------------ | -------------------------------------- | ----------------------------- | ------- |
| 1.           | Announcement by Art Blakey             |                               | 1:32    |
| 2.           | Soft Winds                             | Benny Goodman                 | 12:34   |
| 3.           | The Theme                              | Kenny Dorham                  | 6:11    |
| 4.           | Minor’s Holiday                        | Kenny Dorham                  | 9:11    |
| 5.           | Alone Together                         | Howard Dietz, Arthur Schwartz | 4:15    |
| 6.           | Prince Albert (All The Things You Are) | Kenny Dorham, Jerome Kern     | 8:51    |
| 7.           | Lady Bird (Bonus)                      | Tadd Dameron                  | 7:30    |
| 8.           | What’s New? (Bonus)                    | Bob Haggart, Johnny Burke     | 4:31    |
| 9.           | Deciphering the Message (Bonus)        | Hank Mobley                   | 10:13   |
| Gesamtlänge: | Gesamtlänge:                           | Gesamtlänge:                  | 1:04:48 |

| Nr.          | Titel                            | Autor(en)                      | Länge   |
| ------------ | -------------------------------- | ------------------------------ | ------- |
| 1.           | Announcement by Art Blakey       |                                | 0:38    |
| 2.           | Sportin’ Crowd                   | Hank Mobley                    | 6:53    |
| 3.           | Like Someone in Love             | Jimmy Van Heusen, Johnny Burke | 9:18    |
| 4.           | Yesterdays                       | Otto Harbach, Jerome Kern      | 4:20    |
| 5.           | Avila and Tequila                | Hank Mobley                    | 12:47   |
| 6.           | I Waited for You                 | Gil Fuller, Dizzy Gillespie    | 9:47    |
| 7.           | Just One of Those Things (Bonus) | Cole Porter                    | 9:28    |
| 8.           | Hank’s Symphony (Bonus)          | Hank Mobley                    | 4:44    |
| 9.           | Gone with the Wind (Bonus)       | Herb Magidson, Allie Wrubel    | 7:27    |
| Gesamtlänge: | Gesamtlänge:                     | Gesamtlänge:                   | 1:02:15 |

## Ganze Session
Horace Silver listet in seiner Autobiografie Let’s Get to the Nitty Gritty alle Titel des Abends als „Session Nr. 48“. In der angehängten Diskografie sind 17 Titel aufgeführt, wobei drei Titel zweimal zur Aufführung gelangt sind [two takes] und ein mit Blues betiteltes Stück abgelehnt wurde [rejected]:
1. Blues (Traditional) [rejected]
2. Like Someone in Love (Jimmy Van Heusen-Johnny Burke)
3. Deciphering the Message (Hank Mobley) [two takes]
4. I Waited for You (Gil Fuller-Dizzy Gillespie)
5. Minor’s Holiday (Kenny Dorham)
6. Soft Winds (Benny Goodman)
7. Avila and Tequila (Hank Mobley)
8. Yesterdays (Jerome Kern-Otto Harbach)
9. What’s New? (Bob Haggart-Johnny Burke)
10. Alone Together (Howard Dietz-Arthur Schwartz)
11. Prince Albert (Kenny Dorham) [two takes]
12. Just One of Those Things (Cole Porter)
13. Gone with the Wind (Herb Magidson-Allie Wrubel)
14. Sportin’ Crowd (Hank Mobley)
15. Hank’s Symphony (Hank Mobley)
16. Lady Bird (Tadd Dameron)
17. The Theme (Traditional) [two takes]

## Produktion

### Original
- Aufnahme: Rudy Van Gelder
- Produzent: Alfred Lion
- Fotografie: Francis Wolff
- Cover-Design: John Hermansader
- Begleittext: Leonard Feather

### Reissue
- Reissue-Produzent: Michael Cuscuna
- Remastering: Rudy Van Gelder
- Liner Notes: Bob Blumenthal

## Rezeption
Michael G. Nastos schreibt auf AllMusic, Volume I „ist ein mitreißendes Hardbop-Set von den Meistern, die diesen Sound prägten und die Sprache des modernen Jazz damit erweiterten.“ Allerdings hält Nastos die zweite Platte für besser gelungen als die erste, denn die Musik sei insgesamt energetischer, stimmiger und bringe den Hardbop weiter nach vorn. Als Höhepunkt des Sets („killer track“) bezeichnet er Mobleys Komposition Avila & Tequila, die dank Blakeys afrokubanischer Trommelrhythmen und Silvers modaler Kniffe „voranstürmt, als gäbe es kein Morgen.“
Für Mobleys Biografen Derek Ansell gehören die beiden Livealben zu den „besten Hardbop-Aufnahmen, die je gemacht wurden. Tatsächlich war dies eine der ersten Hardbop-Aufnahmen überhaupt … Es ist, als wollten Blakey und Co. uns sagen, dass die neue Musik zwar oft hart, schnell und furios sein kann, aber auch warm, melodisch und lyrisch.“ Außerdem lobt er den technischen Aspekt des Mitschnitts: „Die Aufnahme von Rudy Van Gelder aus dem Jahr 1955 ist klar und hell, und jedes Instrument kommt sowohl im Solo als auch im Ensemble gut zur Geltung.“